# Horenyczi
Horenyczi (ukr. Гореничі) – wieś na Ukrainie, w obwodzie kijowskim, w rejonie buczańskim, w hromadzie Biłohorodka, na lewym brzegu rzeki Irpień. W 2001 roku liczyła 2551 mieszkańców.
W Horenyczach znajduje się rezydencja użytkowana do lutego 2014 roku przez byłego prokuratora Wiktora Pszonkę.